# Рубен Лімардо
Рубен Даріо Лімардо Гаскон (ісп. Rubén Limardo; 3 серпня 1985) — венесуельський фехтувальник на шпагах, олімпійський чемпіон 2012 року.
Прапороносець збірної Венесуели на літніх Олімпійських іграх 2016.

## Виступи на Олімпіадах
| Олімпіада           | Дисципліна          | Місце |
| ------------------- | ------------------- | ----- |
| Пекін 2008          | індивідуальна шпага | 23    |
| Пекін 2008          | командна шпага      | 6     |
| Лондон 2012         | індивідуальна шпага | 1     |
| Ріо-де-Жанейро 2016 | індивідуальна шпага | 21    |
| Ріо-де-Жанейро 2016 | командна шпага      | 8     |
| Токіо 2020          | індивідуальна шпага | 18    |
| Париж 2024          | індивідуальна шпага | 21    |
| Париж 2024          | командна шпага      | 7     |